# New Augusta
New Augusta település az Amerikai Egyesült Államok Mississippi államában, Perry megyében, melynek megyeszékhelye is. Lakosainak száma 554 fő (2020. április 1.).

## Népesség
A település népességének változása:

| 2010 | 644 |
| 2020 | 554 |